# 颖州
颖州，唐朝时设置的州。
唐高祖武德五年（622年）分吉州安复县置颖州，治所在安复县（今江西省吉安市安福县）。以境内有禾山（今陈山）、禾水（今陈山河）为名，隶属于袁州总管府。武德七年（624年）废颖州入吉州，安复县改名安福县。